# Église Saint-Martin d'Hix
L'église Saint-Martin d'Hix (Sant Martí d'Ix en catalan) est une église romane située au hameau d'Hix à Bourg-Madame en Cerdagne, dans le département français des Pyrénées-Orientales en région Occitanie.

## Historique
L'église Saint-Martin d'Hix est mentionnée pour la première fois dans l'« Acte de Consécration de la Cathédrale de la Seu d'Urgell » au Xe siècle sous le nom de Hysi .
L'édifice roman actuel date du XIIe siècle (du moins l'abside et une partie de la nef, le reste étant plus tardif) et fait l'objet d'un classement au titre des monuments historiques depuis le 19 novembre 1910.

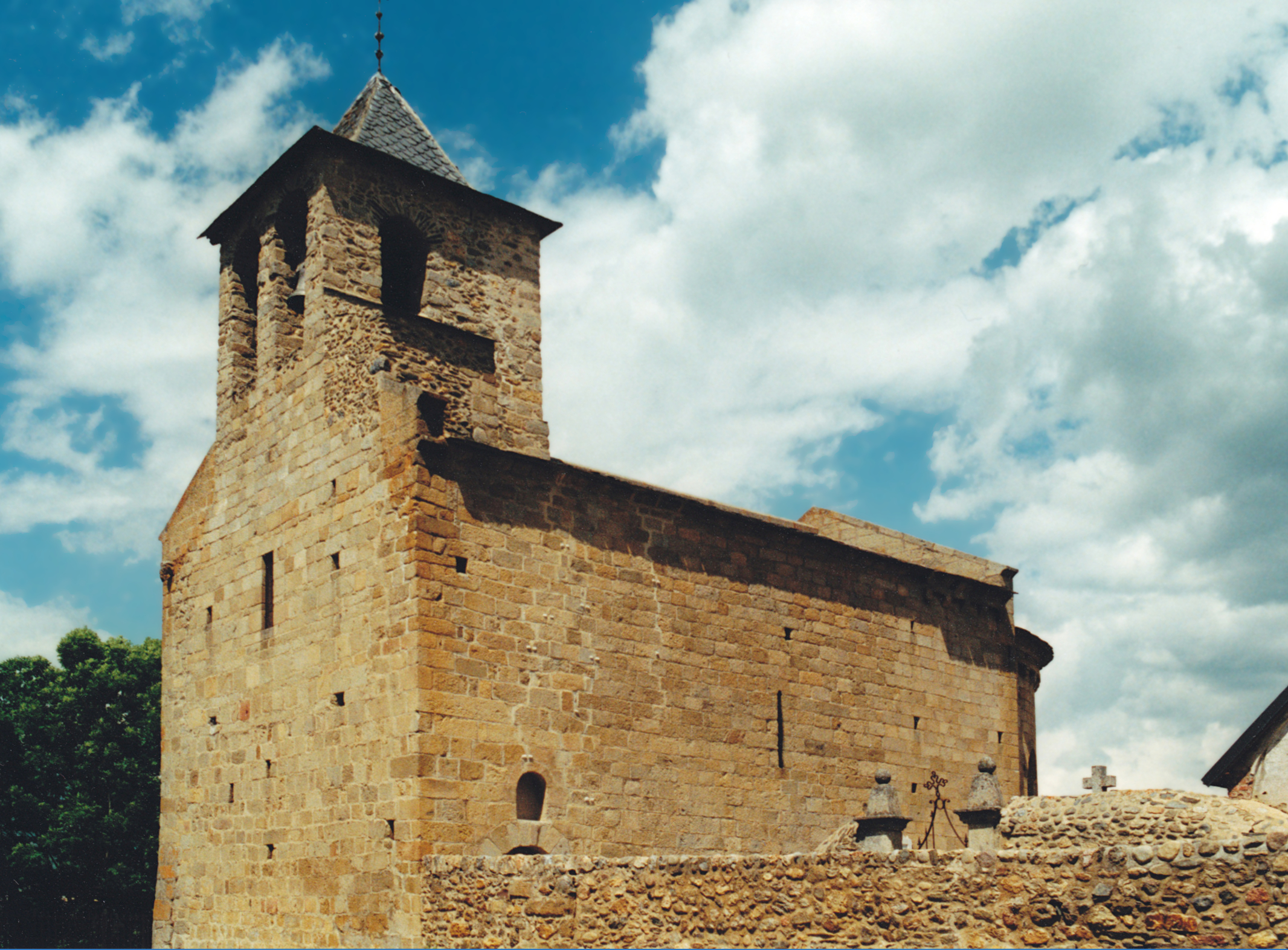
Façades occidentale et méridionale.

L'église est ainsi évoquée au début des années 1840 :

« À Hix se trouve l'une des plus jolies petites églises romanes de ces cantons. Les chapiteaux de ses colonnes, qui conservent les proportions de l'ordre corinthien, se distinguent par de belles palmettes qui en forment les volutes. Cette même église possède une chape avec une aigle impériale germanique brodée en or et soie : la tradition paraît avoir perdu le souvenir de l'origine de cet ornement ; du moins personne n'a pu nous en informer sur les lieux : peut-être aussi est-ce un butin pris dans quelque ville espagnole en temps de guerre. »

## Architecture

### Structure et maçonneries
L'église, entourée du cimetière, se compose d'une nef unique et d'un chevet semi-circulaire.
Elle est entièrement édifiée en pierre de taille sauf le clocher carré, plus tardif, qui est édifié en moellon.

### Le chevet
Le chevet est remarquable. Édifié en pierre de taille de très belle facture assemblée en grand appareil, il est surmonté d'une très belle frise de dents d'engrenage qui rappelle celles de Saint-Julien d'Estavar et de Saint-Fructueux de Llo. Cette frise, surmontée d'une corniche biseautée, est supportée par des modillons sculptés. Ces modillons sont variés dans leur forme : certains sont simplement géométriques tandis que d'autres sont ornés de boules ou de visages humains.
Ce chevet est percé de fenêtres à double ou triple ébrasement ornées de colonnettes surmontées de chapiteaux dont certains portent un boudin.

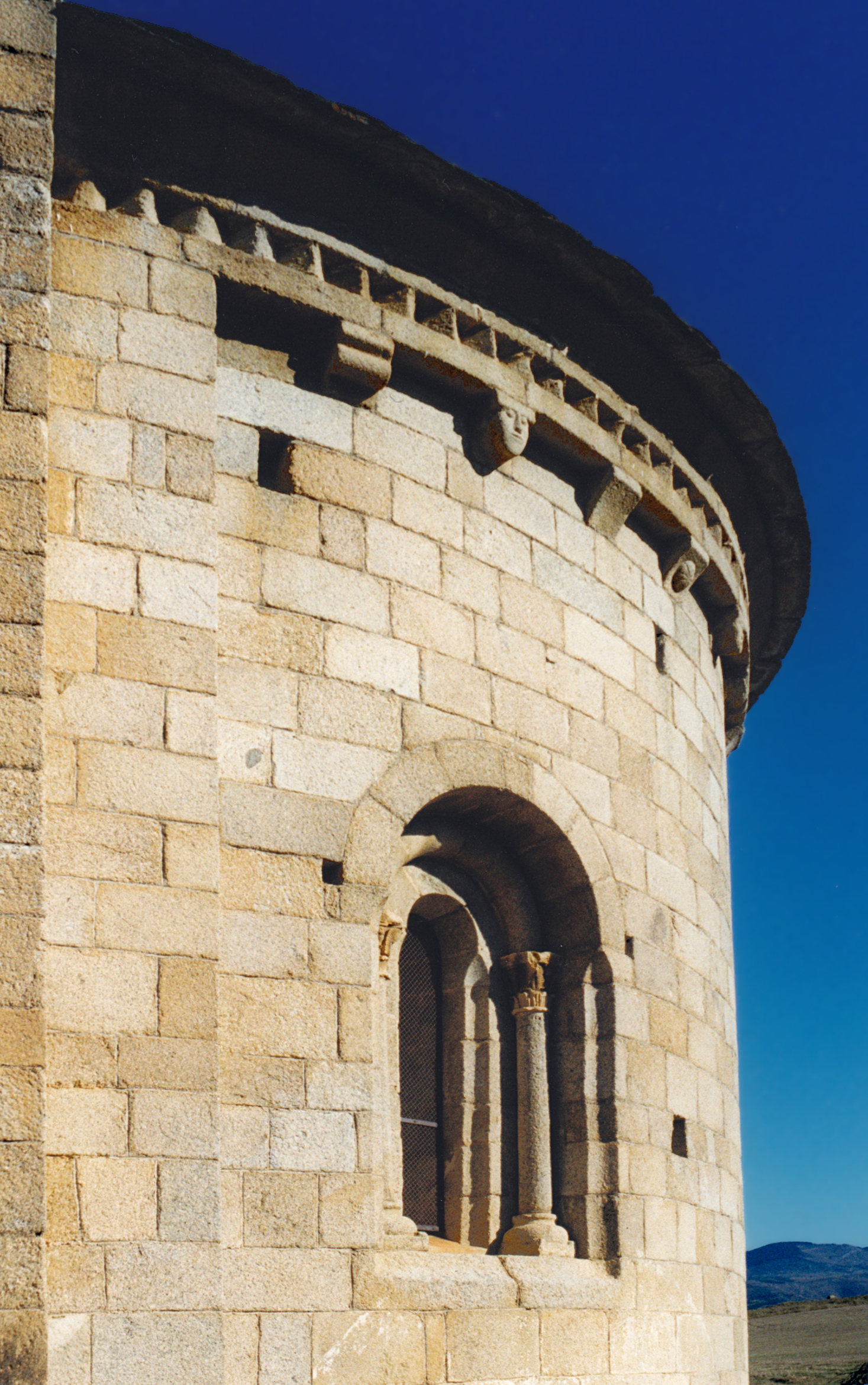
Le chevet.
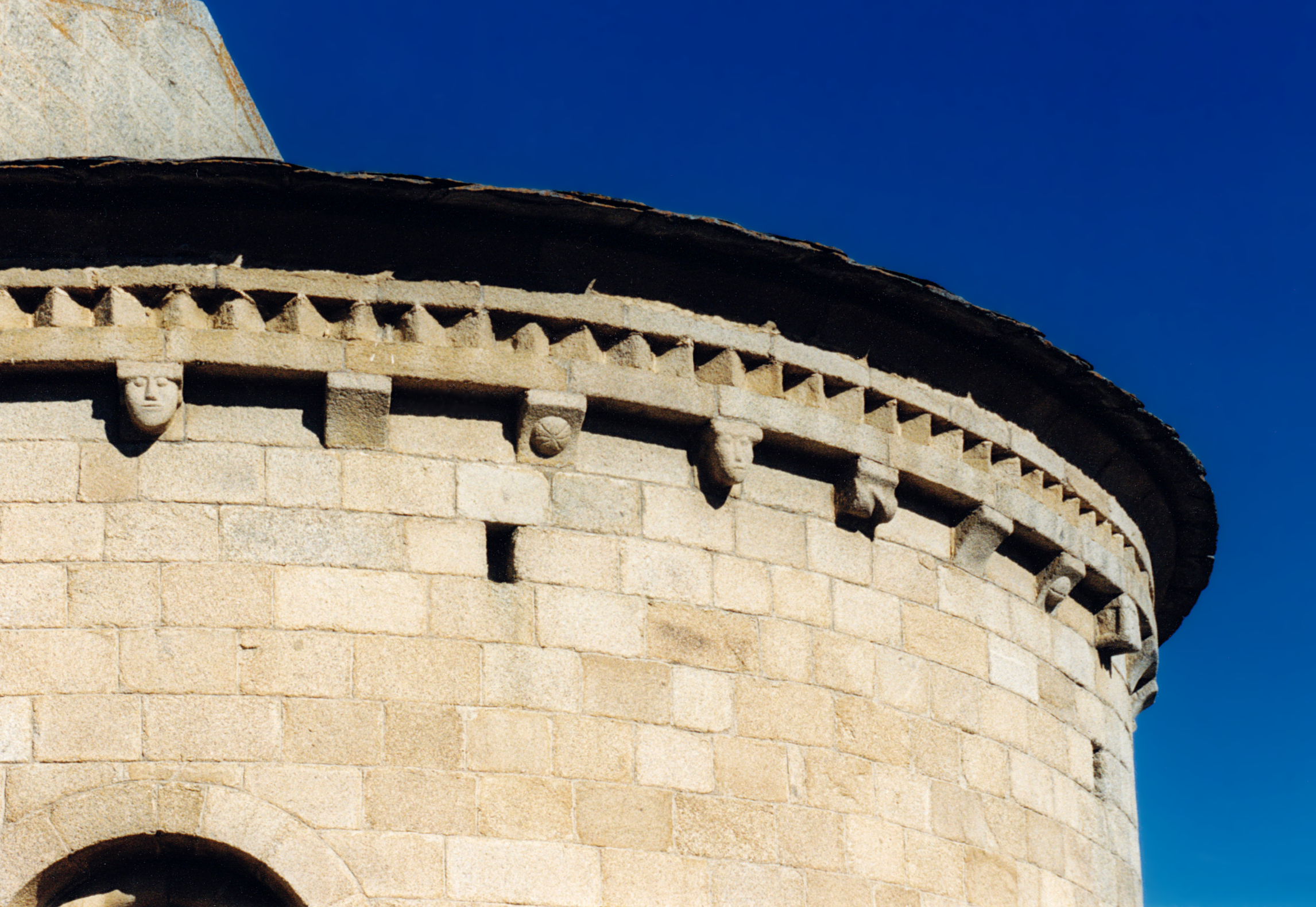
La frise de dents d'engrenage du chevet.
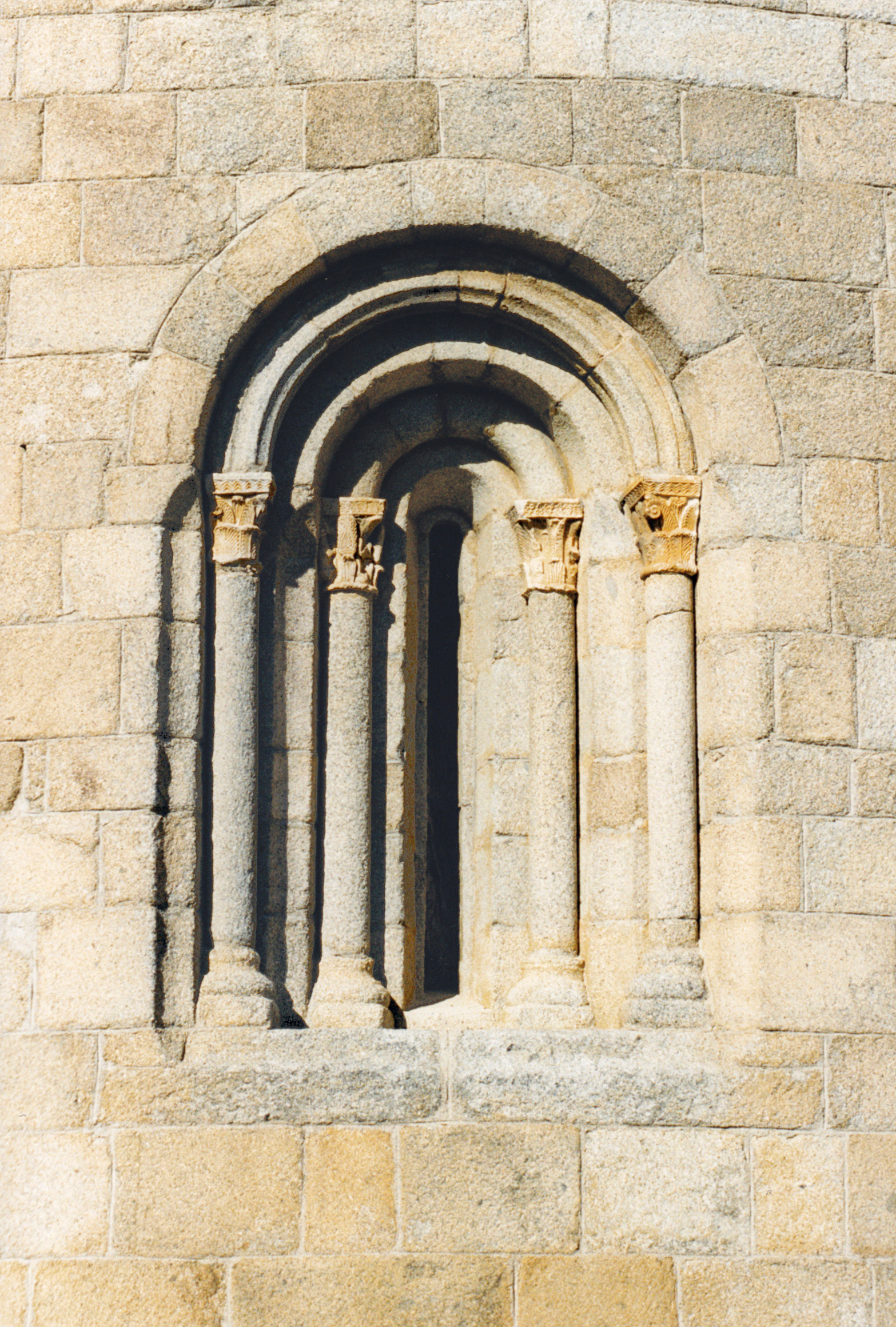
La fenêtre axiale du chevet.

### La façade méridionale
La façade méridionale est en grande partie intégrée au cimetière, sauf la travée occidentale.
Cette travée est percée d'une porte dont les piédroits harpés et l'arc en plein cintre sont constitués de blocs de très grande taille.
La porte en bois est renforcée de ferrures et ornée dans sa moitié supérieure de pentures catalanes.
Au-dessus de la porte, une niche vide empiète légèrement sur l'arc en plein cintre de la porte. 

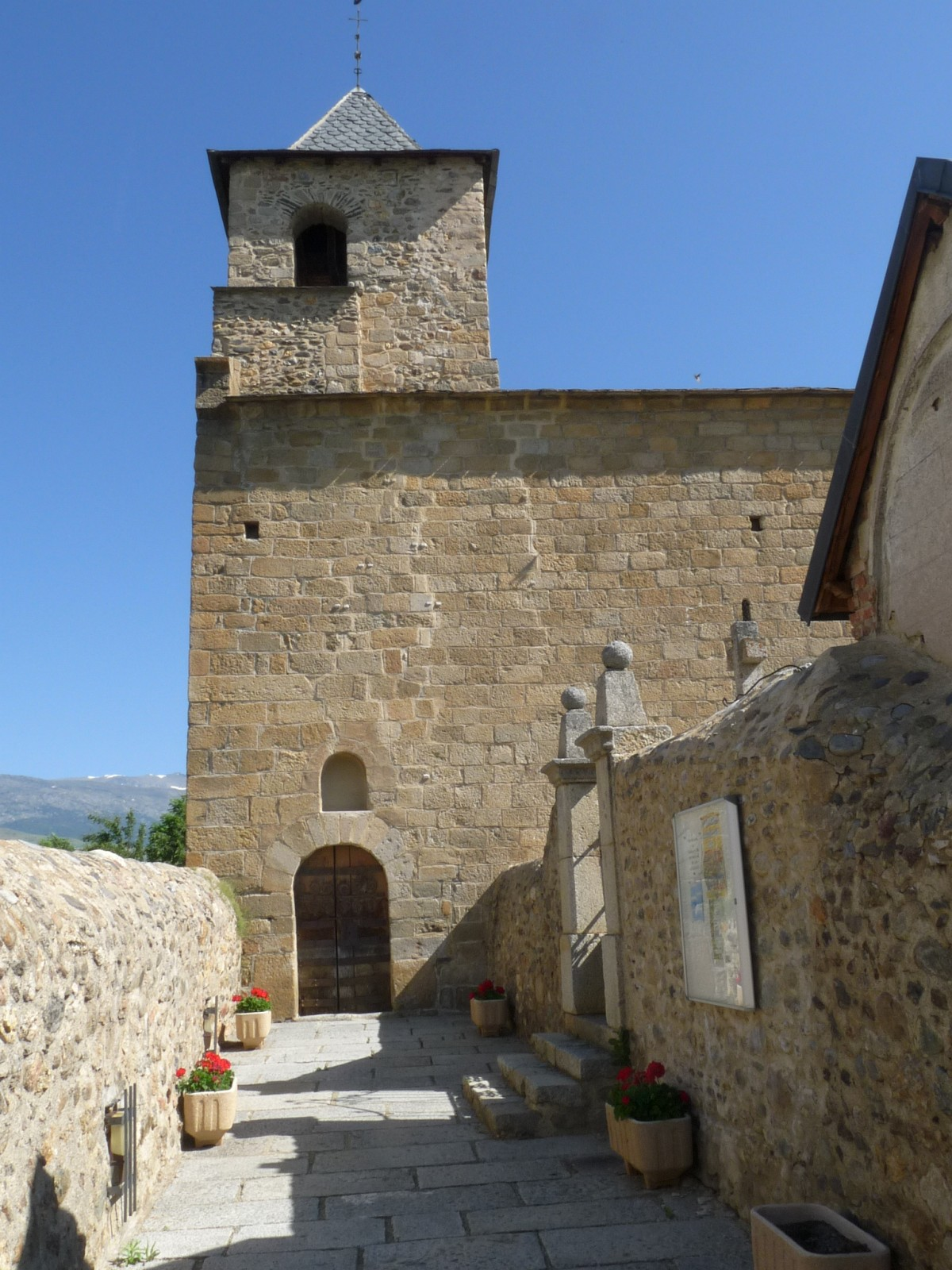
Le clocher et l'entrée.
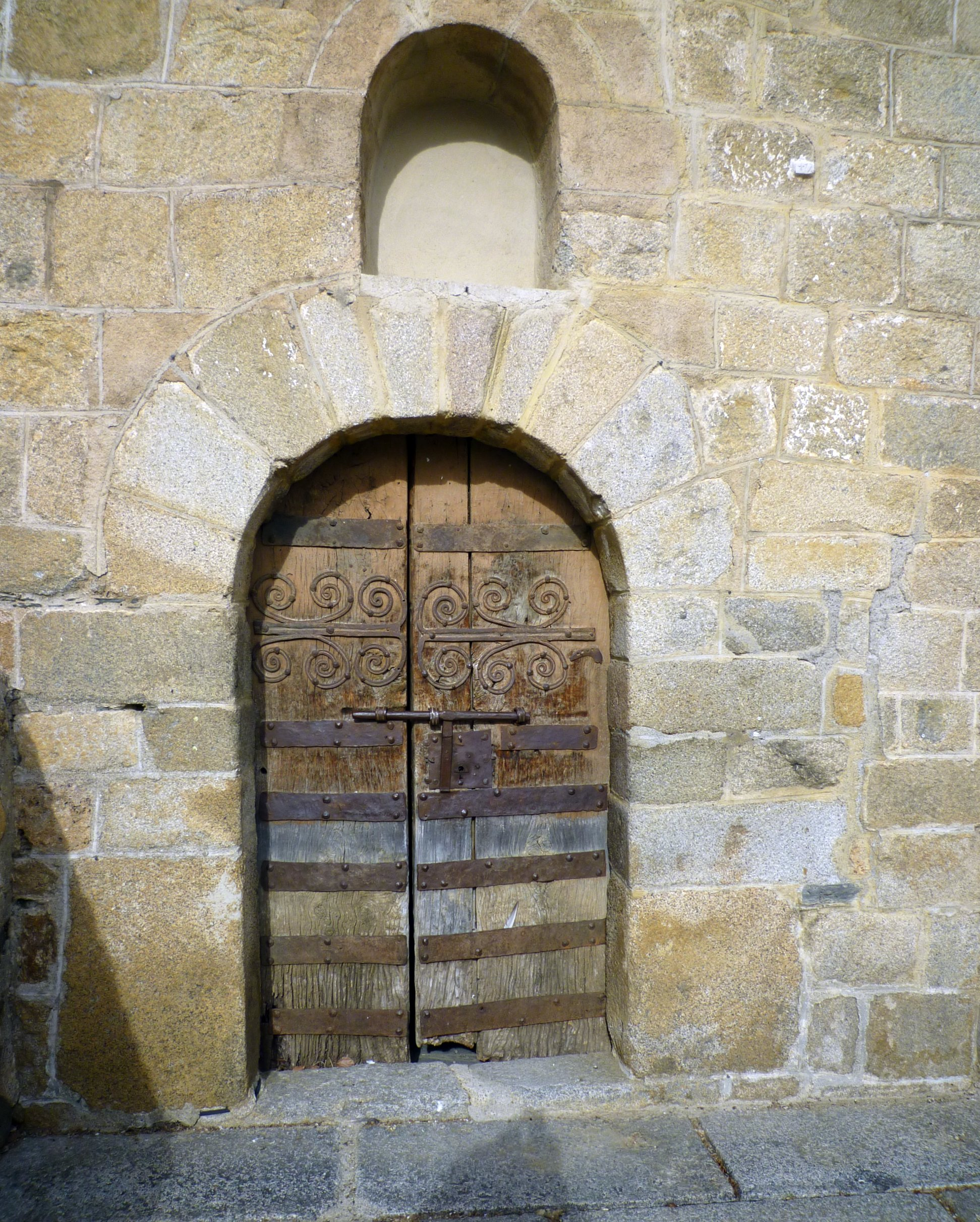
La porte en plein cintre.

### La façade occidentale
La façade occidentale, très dépouillée, porte comme seul ornement une tête humaine placée très haut sur la gauche.

## Mobilier
À l'intérieur se trouvent une statue du Christ en bois, qui daterait du XIIIe siècle, et une Vierge du XIIe ou  XIIIe siècle.

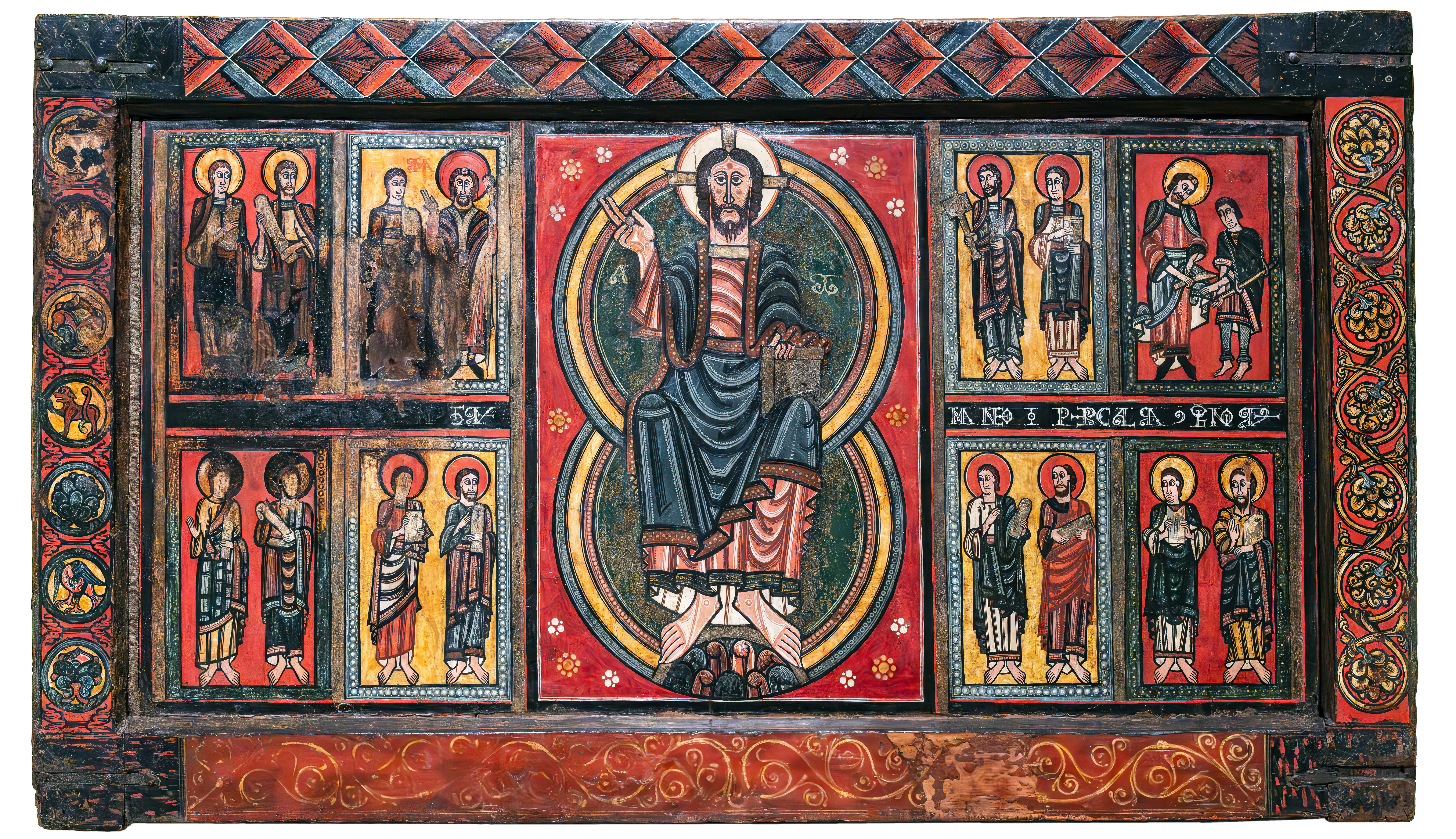
Devant d'autel d'Hix, Musée national d'Art de Catalogne.